# Nederlands rolstoelbasketbalteam (vrouwen)

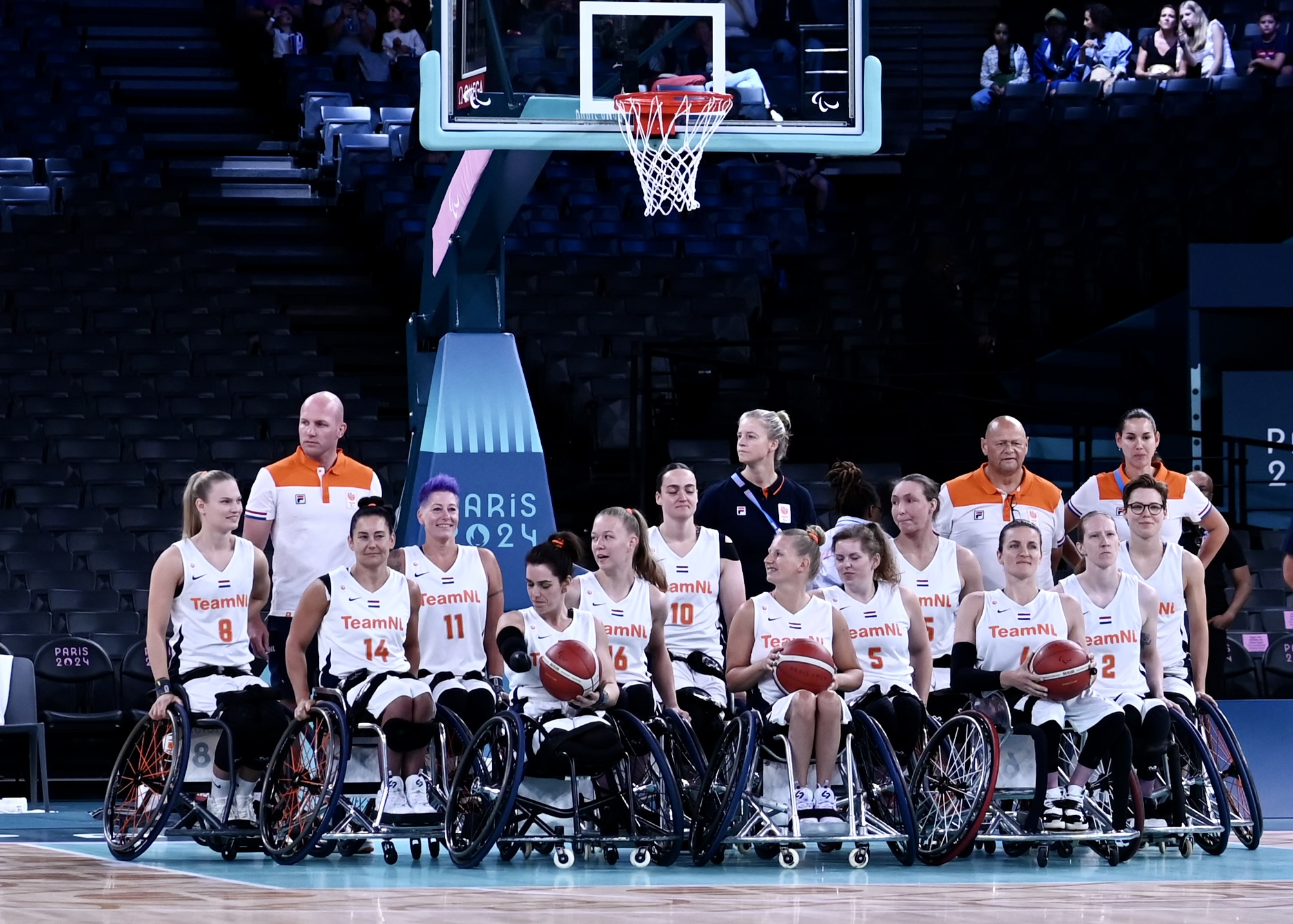
Paralympische selectie van 2024

Het Nederlands vrouwen rolstoelbasketbalteam is een team van rolstoelbasketballers dat Nederland vertegenwoordigt in internationale wedstrijden, zoals het Europees kampioenschap, het wereldkampioenschap en de Paralympische Spelen. Het team valt onder de verantwoordelijkheid van de Nederlandse Basketball Bond. Het Nederlands vrouwenteam is tweevoudig paralympisch kampioen (2020, 2024), tweevoudig wereldkampioen (2018, 2022) en negenvoudig Europees kampioen.
In december 2023, en nogmaals in 2024, werd het Nederlands rolstoelbasketbalteam uitgeroepen tot Parasportploeg van het Jaar.

## Resultaten

### Paralympische Spelen
| Jaar                  | Pos.          | WG            | W             | V             |               |
| --------------------- | ------------- | ------------- | ------------- | ------------- | ------------- |
| 1968 Tel Aviv         | geen deelname | geen deelname | geen deelname | geen deelname | geen deelname |
| 1972 Heidelberg       | geen deelname | geen deelname | geen deelname | geen deelname | geen deelname |
| 1976 Toronto          | geen deelname | geen deelname | geen deelname | geen deelname | geen deelname |
| 1980 Arnhem           | geen deelname | geen deelname | geen deelname | geen deelname | geen deelname |
| 1984 Stoke Mandeville | ?             |               |               |               |               |
| 1988 Seoul            | 3e            | 6             | 4             | 2             |               |
| 1992 Barcelona        | 3e            | 5             | 3             | 2             |               |
| 1996 Atlanta          | 2e            | 5             | 3             | 2             |               |
| 2000 Sydney           | 4e            | 5             | 2             | 3             |               |
| 2004 Athene           | 7e            | 6             | 1             | 5             |               |
| 2008 Peking           | 6e            | 7             | 3             | 4             |               |
| 2012 Londen           | 3e            | 7             | 5             | 2             |               |
| 2016 Rio de Janeiro   | 3e            | 7             | 5             | 2             |               |
| 2020 Tokio            | 1e            | 7             | 6             | 1             |               |
| 2024 Parijs           | 1e            | 6             | 6             | 0             |               |
| Totaal                | 11/15         | 61            | 38            | 23            |               |

### Wereldkampioenschappen
| Jaar                  | Pos. | WG | W | V |
| --------------------- | ---- | -- | - | - |
| 1990 Saint-Étienne    | 4e   |    |   |   |
| 1994 Stoke Mandeville | 4e   |    |   |   |
| 1998 Sydney           | 6e   |    |   |   |
| 2002 Kitakyushu       | 6e   |    |   |   |
| 2006 Amsterdam        | 5e   |    |   |   |
| 2010 Birmingham       | 5e   | 7  | 4 | 3 |
| 2014 Toronto          | 3e   | 8  | 7 | 1 |
| 2018 Hamburg          | 1e   | 8  | 8 | 0 |
| 2022 Dubai            | 1e   | 8  | 8 | 0 |
| Totaal                | 9/9  |    |   |   |

### Europese kampioenschappen
| Jaar                      | Pos.  | WG | W | V |
| ------------------------- | ----- | -- | - | - |
| 1987 Lorient              | 3e    |    |   |   |
| 1989 Charleville-Mézières | 1e    |    |   |   |
| 1991 El Ferrol            | 2e    |    |   |   |
| 1993 Berlijn              | 1e    |    |   |   |
| 1995 Delden               | 1e    |    |   |   |
| 1997 Madrid               | 1e    |    |   |   |
| 1999 Roermond             | 2e    |    |   |   |
| 2003 Hamburg              | 2e    |    |   |   |
| 2005 Villeneuve-d'Ascq    | 2e    |    |   |   |
| 2007 Wetzlar              | 2e    |    |   |   |
| 2009 Stoke Mandeville     | 2e    |    |   |   |
| 2011 Nazareth             | 2e    |    |   |   |
| 2013 Frankfurt            | 1e    |    |   |   |
| 2015 Worcester            | 2e    | 8  | 7 | 1 |
| 2017 Adeje                | 1e    | 7  | 6 | 1 |
| 2019 Rotterdam            | 1e    | 7  | 7 | 0 |
| 2021 Madrid               | 1e    | 7  | 7 | 0 |
| 2023 Rotterdam            | 1e    | 7  | 7 | 0 |
| Totaal                    | 18/18 |    |   |   |

## Selecties
Voorgaande selecties
Mariska Beijer · Chèr Korver · Saskia Pronk · Carina de Rooij · Jitske Visser · Ilse Arts · Bo Kramer · Sylvana van Hees · Julia van der Sprong · Lindsay Frelink · Ylonne Post · Xena Wimmenhoeve
Jitske Visser · Saskia Pronk · Ylonne Post · Ilse Arts · Sylvana van Hees · Lindsay Frelink · Chèr Korver · Carina de Rooij · Julia van der Sprong ·  Mariska Beijer · Xena Wimmenhoeve · Bo Kramer
Mariska Beijer · Chèr Korver · Saskia Pronk · Carina de Rooij · Jitske Visser · Ilse Arts · Bo Kramer · Sylvana van Hees · Julia van der Sprong · Lindsay Frelink · Anouk Taggenbrock · Xena Wimmenhoeve
Ilse Arts · Lindsay Frelink · Jitske Visser · Dagmar van Hinte · Julia van der Sprong · Bo Kramer · Xena Wimmenhoeve · Chèr Korver · Saskia Pronk · Carina de Rooij · Mariska Beijer · Amy Kaijen
Barbara van Bergen · Mariska Beijer · Lucie Houwen · Inge Huitzing · Chèr Korver · Roos Oosterbaan · Sanne Timmerman · Evelyn van Leeuwen · Carina de Rooij · Jitske Visser · Ilse Arts · Bo Kramer
Inge Huitzing · 
Lucie Houwen · 
Jitske Visser · 
Roos Oosterbaan · 
Sanne Timmermann · 
Bo Kramer · 
Wendy van der Wahl · 
Chèr Korver · 
Saskia Pronk · 
Barbara van Bergen · 
Carina de Rooij · 
Mariska Beijer
Inge Huitzing · 
Lucie Houwen · 
Jitske Visser · 
Roos Oosterbaan · 
Sanne Timmerman · 
Petra Garnier · 
Miranda Wevers · 
Chèr Korver · 
Saskia Pronk · 
Barbara van Bergen · 
Carina de Rooij · 
Mariska Beijer
Barbara van Bergen · 
Patries Boekhoorn · 
Sandra Braam · 
Petra Garnier · 
Inge Huitzing · 
Chèr Korver · 
Elsbeth van Oostrom · 
Roos Oosterbaan · 
Fleur Pieterse · 
Brenda Ramaekers · 
Carina Versloot · 
Jitske Visser
Petra Garnier · 
Chèr Korver · 
Roos Oosterbaan · 
Fleur Pieterse · 
Carina Versloot · 
Asjousja Ibrahimi · 
Jennette Jansen · 
Jozima Mosely · 
Ingeborg Tiggelman · 
Miranda Wevers · 
Evelyn van Leeuwen · 
Jeanine van Veggel
Petra Garnier · 
Jiske Griffioen · 
Asjoesja Ibrahimi · 
Jennette Jansen · 
Chèr Korver · 
Jozima Mosely · 
Erna Sanders · 
Ingeborg Tiggelman · 
Miranda Wevers · 
Evelyn van Leeuwen · 
Jeanine van Veggel · 
Guda van der Laan
Asjoesja Ibrahimi · 
Ingeborg Tiggelman · 
Guda van der Laan · 
Jozima Mosely · 
Marja van Leeuwen · 
Jorien Buurman · 
Jeanine van Veggel · 
Erna Benneker · 
Evelina van Leeuwen · 
Jaapje de Zeeuw · 
Jennette Jansen · 
Yolanda Broerse
Jolanda Barbier-Kok · 
Asjoesja Ibrahimi · 
Jozima Mosely · 
Elisabeth Pelzer · 
Yvonne Schafer · 
Maaike Smit · 
Ingeborg Tiggelman · 
Hatige Yavuz · 
Theodora de Haan · 
Jaapje de Zeeuw · 
Marja van Leeuwen-Lokker · 
Guda van der Laan
Yvonne Broersma-Schaefer · 
Jorien Buurman · 
Jolanda Kok · 
Christina Makkes-Klok · 
Jozima Mosely · 
Marijke Ruiter · 
Maaike Smit · 
Ingeborg Tiggelman · 
Theodora de Haan · 
Francisca de Rijk · 
Neeltje van Es · 
Guda van der Laan